# Croc-Blanc et le Chasseur solitaire
Pour plus de détails, voir Fiche technique et Distribution.
Croc-Blanc et le Chasseur solitaire (Zanna Bianca e il cacciatore solitario) est un film italien réalisé par Alfonso Brescia et sorti en 1976. C'est le deuxième et dernier film dirigé par  Alfonso Brescia et inspiré du roman Croc-Blanc de Jack London.  Il fait suite à Croc-Blanc et les Chercheurs d'or.  Mias l'intrigue a peu de rapports avec le roman original.

## Fiche technique
Sauf indication contraire, les informations mentionnées dans cette section peuvent être confirmées par la base de données cinématographiques IMDb,  présente dans la section « Liens externes ».
- Titre français : Croc-Blanc et le Chasseur solitaire[2]
- Titre original : Zanna Bianca e il cacciatore solitario[3]
- Réalisateur : Alfonso Brescia
- Scénario : Odoardo Fiory, Glauco Pietroletti, Giulio Berruti, Giuseppe Maggi d'après Jack London
- Photographie : Silvio Fraschetti
- Montage : Liliana Serra
- Musique : Alessandro Alessandroni
- Décors : Romeo Costantini
- Trucages : Ada Morandi
- Société de production : Pleiade Film
- Pays de production :  Italie
- Langue originale : italien
- Format : Couleurs par Telecolor - 2,35:1 - Son mono - 35 mm
- Durée : 100 minutes (1 h 40[3])
- Genre : Comédie d'aventure, western
- Dates de sortie :
  - France : 1976[2]

## Distribution
- Robert Woods : Daniel
- Ignazio Spalla (sous le nom de « Pedro Sanchez ») : Dollaro
- Claudio Undari (sous le nom de « Robert Hundar ») : Ferguson
- Malisa Longo : Helen Britt
- Franco Lantieri : Slider
- Linda Sini : Luna Nascente
- Massimo Di Cecco : Johnny
- Habbash : Croc-Blanc
- Bruno Arié
- Calogero Caruana
- Jean-Pierre Clarain
- Guido Mariotti
- Amedeo Timpani